# Paula Prentiss
Pour les articles homonymes, voir Prentiss.
Paula Prentiss, née Paula Ragusa le 4 mars 1938 à San Antonio, est une actrice américaine.

## Biographie
Alors qu'elle fait ses études à l'université Northwestern, elle est remarquée en 1958 par un agent de la Metro Goldwyn Mayer et joue avec Jim Hutton quelques comédies. Elle excelle dans ce genre dans les années 1960. On appréciait particulièrement ses inflexions de voix et son jeu détendu ; elle a cependant aussi joué dans quelques œuvres plus dramatiques. Elle n'a pas beaucoup fréquenté Hollywood, et a plusieurs fois sacrifié sa carrière à son rôle de mère. Mariée au réalisateur Richard Benjamin (1961), elle a eu deux enfants, Ross Benjamin et Prentiss Benjamin.

### Anecdotes
- Sa sœur Ann Prentiss est aussi actrice.
- Dans la liste de 1995 de Empire magazine comme l'une des 100 stars les plus sexy de l'histoire du cinéma (#91).
- Dans la liste établie au Festival de Cannes 1999 des 500 noms qui ont fait Cannes.

## Filmographie
- 1960 : Ces folles filles d'Ève (Where the Boys Are) : Tuggle Carpenter
- 1961 : Branle-bas au casino (The Honeymoon Machine) : Pam Dunstan
- 1961 : L'Américaine et l'Amour (Bachelor in Paradise) : Linda Delavane
- 1962 : La Guerre en dentelles (The Horizontal Lieutenant) de Richard Thorpe : Molly Blue
- 1963 : Follow the Boys : Toni Denham
- 1964 : Le Sport favori de l'homme (Man's Favorite Sport?) : Abigail Page
- 1964 : Deux copines, un séducteur (The World of Henry Orient) de George Roy Hill : Stella Dunnworthy
- 1964 : Looking for Love (en) : Paula Prentiss
- 1965 : Première Victoire (In Harm's Way) : Beverly McConnell
- 1965 : Quoi de neuf, Pussycat ? (What's New Pussycat) : Liz
- 1967-1968 : He & She (série télévisée) : Paula Hollister (26 épisodes)
- 1970 : Catch 22 (Catch-22): infirmière Duckett
- 1970 : Move : Dolly Jaffe
- 1971 : Né pour vaincre (Born to Win) : Veronica
- 1972 : Last of the Red Hot Lovers : Bobbi Michele
- 1972 : The Couple Takes a Wife (Téléfilm) : Barbara Hamilton
- 1974 : Jo le fou (Crazy Joe) : Anne
- 1974 : À cause d'un assassinat (The Parallax View) d'Alan J. Pakula : Lee Carter
- 1975 : Les Femmes de Stepford (ou Le Mystère Stepford ; The Stepford Wives) : Bobbie Markowe
- 1977 : Having Babies II (Téléfilm) : Trish Canfield
- 1978 : No Room to Run (Téléfilm) : Terry McKenna
- 1979 : Friendships, Secrets and Lies (Téléfilm) : Sandy
- 1980 : Top of the Hill (Téléfilm) : Norma Ellsworth Cully
- 1980 : Flics-Frac ! (The Black Marble) : Sgt. Natalie Zimmerman
- 1981 : Listening Skills (sorti seulement en vidéo) : hôtesse
- 1981 : Managing Meetings (sorti seulement en vidéo) : hôtesse
- 1981 : Saturday the 14th de Howard R. Cohen : Mary
- 1981 : Victor la gaffe (Buddy Buddy) : Celia Clooney
- 1981 : Mr. and Mrs. Dracula (Série télévisée) : Sonia Dracula
- 1983 : Packin' It In (Téléfilm) : Dianne Webber
- 1983 : Le Combat de Candy Lightner (M.A.D.D.: Mothers Against Drunk Drivers, Téléfilm) : Lynne Wiley
- 1992 : Arabesque (série télévisée) (Murder, She Wrote, épisode Incident in Lot #7) : Leonora Holt
- 1995 : L'Homme à la Rolls (Burke's Law, série télévisée) épisode Who Killed the Hollywood Headshrinker? : Carla Martinet
- 1996 : Mrs. Winterbourne : infirmière
- 2007 : Hard Four : Sweet Cherrie